# Las Colonias
Las Colonias é uma Região censo-designada localizada no estado norte-americano do Texas, no Condado de Zavala.

## Demografia
Segundo o censo norte-americano de 2000, a sua população era de 283 habitantes.

## Geografia
De acordo com o United States Census Bureau tem uma área de
35,2 km², dos quais 35,1 km² cobertos por terra e 0,1 km² cobertos por água.

## Localidades na vizinhança
O diagrama seguinte representa as localidades num raio de 24 km ao redor de Las Colonias.